# Gratuité des transports en commun

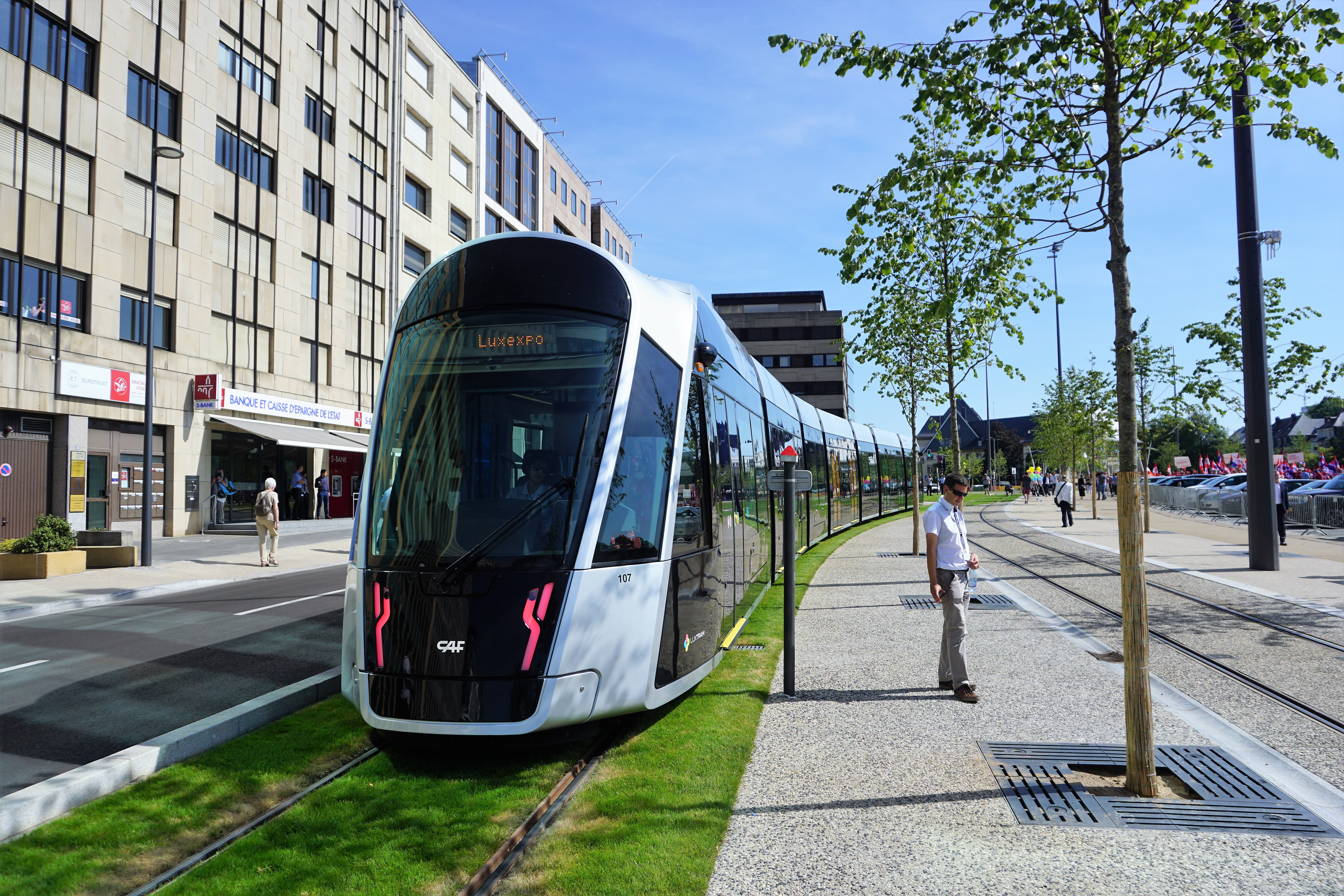
Le 29 février 2020, le Luxembourg est le premier pays à offrir des transports publics gratuits sur tout son territoire.

La gratuité des transports en commun, ou gratuité des transports publics, est le fait que tout ou partie des usagers bénéficient du service sans le payer. Le transport en commun est alors financé en totalité par des moyens autres que le paiement par les usagers.
La gratuité peut être financée par les autorités nationales, régionales ou locales par le biais de la fiscalité ou par les employeurs par le biais du Versement transport en France. Les objectifs de la gratuité des transports en commun peuvent être sociaux, économiques ou environnementaux.
Plusieurs villes, regroupements de communes et même pays, à travers le monde, ont instauré la gratuité totale ou partielle de leur réseau de transports en commun, en particulier en Europe. En 2020, Tallinn est la plus grande ville au monde à avoir instauré la gratuité, ainsi que la seule capitale d'un pays à l'avoir fait.
Aux États-Unis, un rapport de 2002 du National Center for Transportation Research indique que le nombre d'usagers a tendance à augmenter avec la gratuité. Cependant le même rapport note que quelques inconvénients sérieux peuvent se poser. En France, un rapport de 2007, commandé par l'ADEME, montre les nombreux avantages pour les villes moyennes sans minorer les difficultés de financement.

## Types

### Gratuité totale des transports en commun

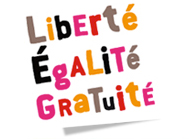
Slogan associé à la gratuité des transports en commun à Aubagne.

Plusieurs villes européennes de taille moyenne et de nombreuses petites villes à travers le monde ont instauré la gratuité totale des transports en commun, que ce soit à l'échelle communale ou à l'échelle d'une agglomération.
En France, en 2012, 23 réseaux sur 290 appliquaient la gratuité intégrale, essentiellement des petites villes. Selon le Groupement des autorités responsables de transport (GART), l'association française regroupant la quasi-totalité des autorités organisatrices de transports, si la gratuité des transports publics en France « reste […] minoritaire, elle séduit un nombre croissant d’agglomérations, majoritairement de moins de 50 000 habitants ».
Des villes de taille moyenne à grande sont passées à la gratuité totale de leur réseau de transports publics, comme Compiègne (sauf le dimanche) mais aussi Aubagne en France avec plus de 100 000 habitants. À Tallinn, la capitale de l'Estonie, avec plus de 420 000 habitants (voir liste plus bas) la gratuité est offerte aux résidents qui doivent s'équiper d'une carte sans contact. En 2020, le Grand-Duché de Luxembourg est devenu le premier pays au monde à rendre les transports publics gratuits sur l'ensemble de son territoire national.

### Gratuité partielle

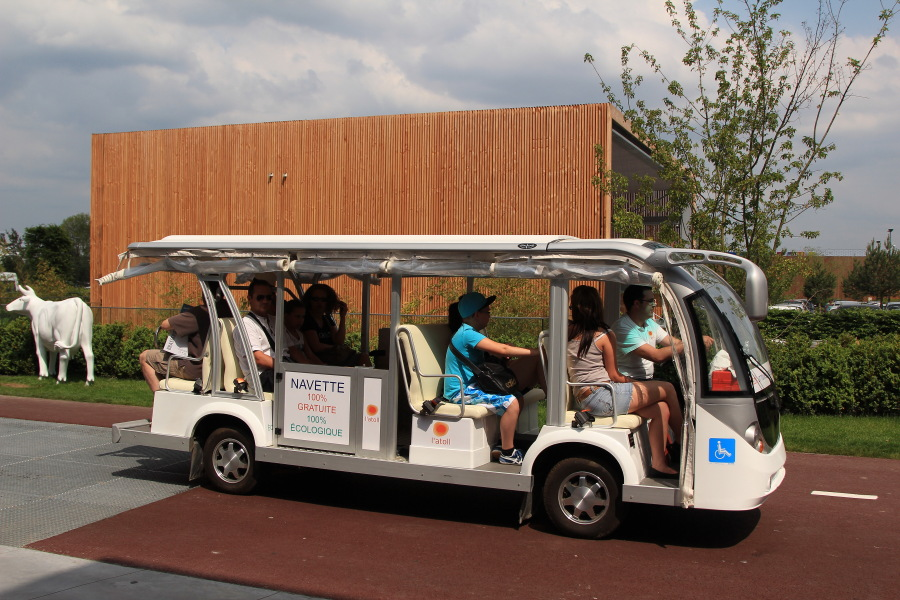
Navette électrique gratuite du centre commercial L'Atoll à Beaucouzé, près d'Angers, France.

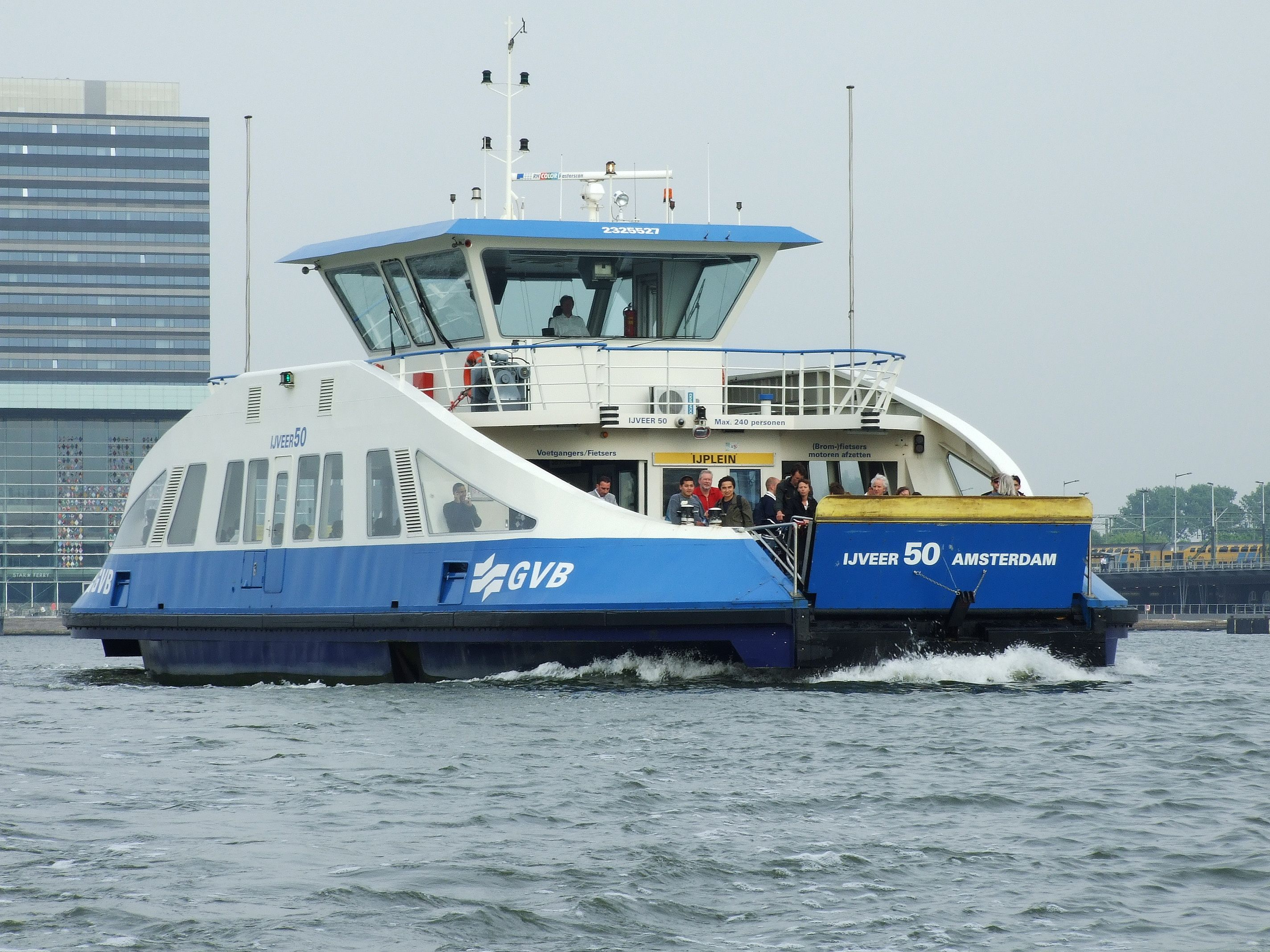
Ferry gratuit à Amsterdam, Pays-Bas.

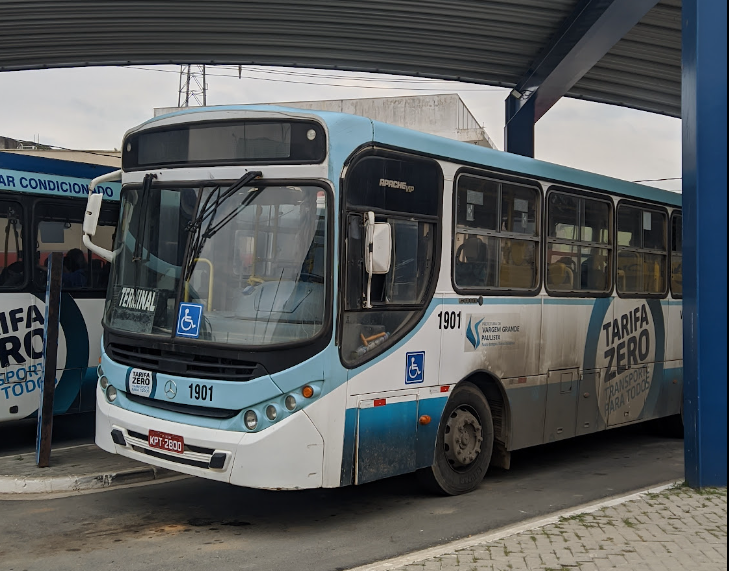
Autobus gratuit à Vargem Grande Paulista, Brésil.

De manière plus commune, certaines villes dans le monde mettent en place une gratuité partielle des transports en commun, sur des lignes de bus ou de tramway particulières. Cette gratuité partielle peut permettre de réduire les goulots d'étranglement dans le système de transport, en particulier la congestion automobile, en favorisant le report modal vers les transports en commun. Dans d’autres cas, comme à Singapour, une gratuité sur le métro à destination du centre-ville tôt le matin a été appliquée de 2014 à 2017 pour encourager certains voyageurs à décaler leurs heures de trajet et ainsi diminuer la charge pendant l’heure de pointe.
Aux États-Unis, plusieurs villes ont mis en place une gratuité partielle des transports en commun réservée au centre-ville ou à certains quartiers, comme à Miami, Salt Lake City, Pittsburgh, Seattle ou Baltimore.
Parfois, certaines villes décrètent provisoirement la gratuité des transports en commun lors d'un pic de pollution, comme cela a pu être le cas en 2014 en Île-de-France ou à Lyon, Dijon et Grenoble. L'Île-de-France remplace en 2017 cette gratuité temporaire par un forfait journalier vendu à 3,80 €.
La gratuité des transports en commun est aussi utilisée dans le cadre des services offerts par une entreprise, comme un centre commercial ou par un établissement public, comme un hôpital, une université ou un aéroport, qui peuvent mettre en place des navettes gratuites.
La gratuité peut parfois être mise en place pour certains services de transport afin d'éviter la construction d'une infrastructure de transport coûteuse ou difficilement réalisable. Ainsi, les villes portuaires où la circulation des navires nécessiterait la construction de très hauts ponts peuvent parfois mettre en place des services de ferries gratuits, comme à Amsterdam par exemple. Ces ferries peuvent être gratuits pour les usagers, tout comme l'utilisation d'un pont aurait pu l'être.
De nombreux systèmes de transport installés dans des lieux publics comme le métro ou les centres commerciaux peuvent également être considérés comme du « transport gratuit » : ascenseurs, escaliers mécaniques et trottoirs roulants sont souvent fournis par les propriétaires et financés par la vente de biens et services.
Un exemple courant de transport en commun gratuit est le transport scolaire, où les enfants se rendant à l'école n'ont pas besoin de payer. À la rentrée 2012 en France, 28 conseils départementaux finançaient à 100 % la gratuité des transports scolaires, tandis que sept autres prenaient à leur charge entre 95 et 99 % des coûts. Tous les autres participaient à hauteur de 50 à 94 %.
Par ailleurs, de très nombreuses villes proposent une gratuité partielle de leur réseau de transports en commun, pour certaines catégories d'usagers, en fonction de leurs revenus, de leur âge ou de leur situation professionnelle.

## Avantages

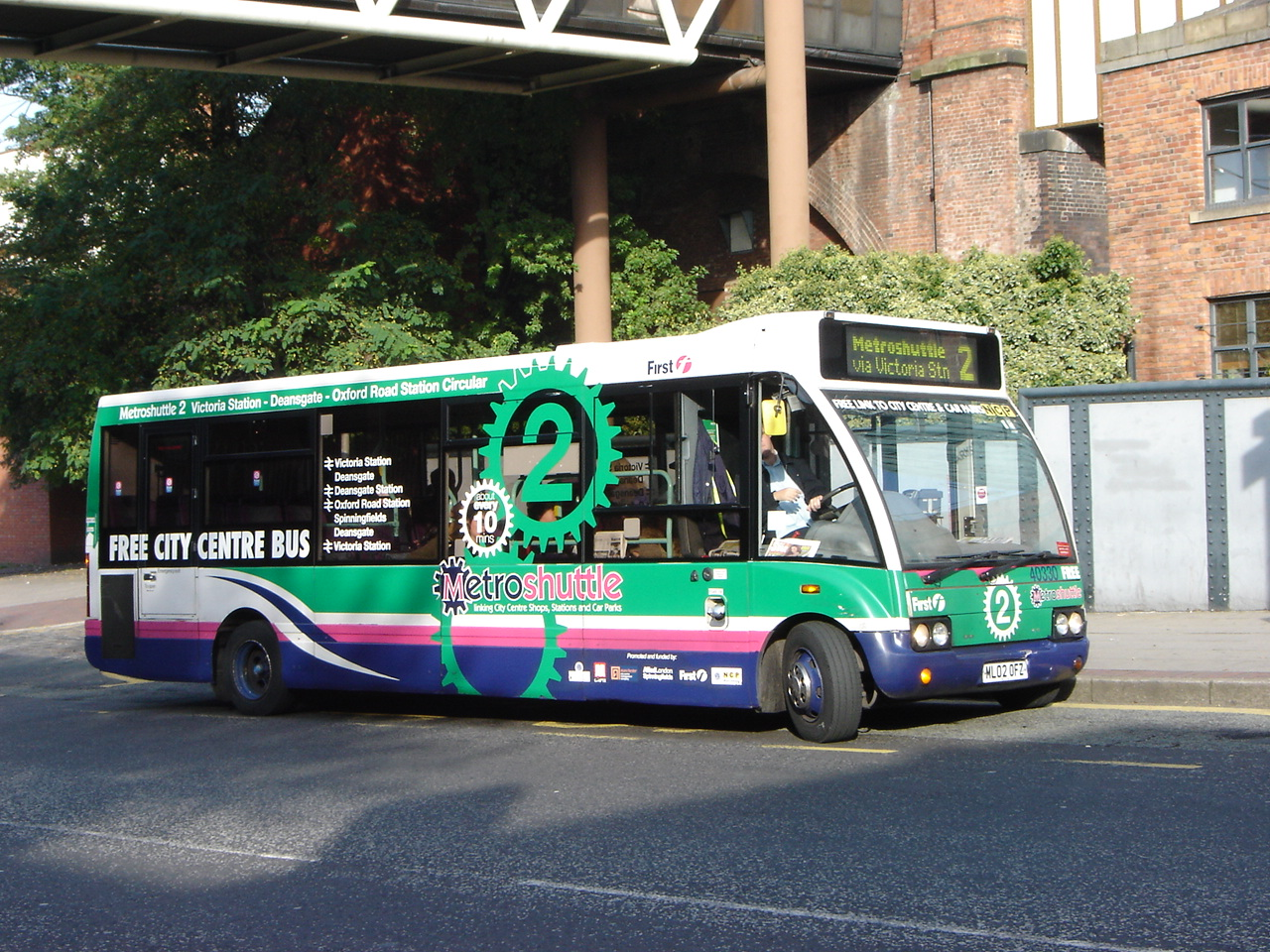
Bus gratuit réservé au centre-ville de Manchester, Royaume-Uni.

### Avantages opérationnels
La gratuité totale du transport permet de réduire les coûts d'équipement et les frais de personnel, car certaines tâches comme la perception ou le contrôle des voyageurs ne sont plus nécessaires. L'augmentation de la demande qui résulte de la gratuité peut en revanche nécessiter une augmentation de la fréquence des dessertes. La gratuité s'inscrit alors dans un projet d'amélioration du transport public porté par l'autorité organisatrice. Ainsi, au moment de la mise en place de la gratuité par la Communauté d'agglomération d'Aubagne, le budget consacré aux transports publics a augmenté de 20 % (13 % dus à l'accroissement de l'offre et 7 % en raison de la suppression de la billetterie), mais le doublement de la fréquentation a fait chuter le coût de revient du trajet de 3,93 € à 2,04 €.
Un autre avantage de la gratuité réside, selon le maire d'Aubagne qui l'a soutenu en 2009, « dans la baisse drastique de la délinquance dans les transports de l'agglomération, et l'absence quasi-totale des grèves de conducteurs, cauchemar des élus ».
La gratuité permet également de réduire le temps d'embarquement et d'arrêt aux stations par rapport à des systèmes où une partie des passagers achètent les billets auprès du conducteur. En augmentant la fréquentation, elle peut à l'inverse poser des problèmes de capacité et obliger certains usagers à attendre le bus suivant.

### Avantages commerciaux
Certains services de transport gratuit sont financés par des entreprises privées (comme les commerçants dans un centre commercial) dans l'espoir que cela augmente les ventes ou autres revenus provenant de l'augmentation de la fréquentation. Les employeurs proposent parfois des navettes gratuites comme un avantage pour leurs employés, ou dans le cadre d'un accord avec les autorités locales.
Par ailleurs, les recettes commerciales, c'est-à-dire la vente de titres de transport, représentent une faible part du financement des transports en commun, en moyenne 17 % selon le GART en 2017. Selon ses partisans, la gratuité des transports en commun serait peu coûteuse. Tout d'abord, elle permet de faire des économies car il n'y a plus de frais de billetterie ni de contrôle. Ensuite, il semblerait que dans certaines agglomérations les recettes de billetterie soient inférieures aux frais de perception. Néanmoins, l'augmentation de la fréquentation, parfois supérieure à 100%, peut au contraire faire doubler la facture.
Enfin, pour beaucoup de villes moyennes, la gratuité des transports en commun apparaît comme un levier pour redynamiser leur centre-ville concurrencé par les zones commerciales périphériques. En ce sens, la gratuité peut participer à la préservation de l'activité commerciale des centres-villes.

### Avantages collectifs

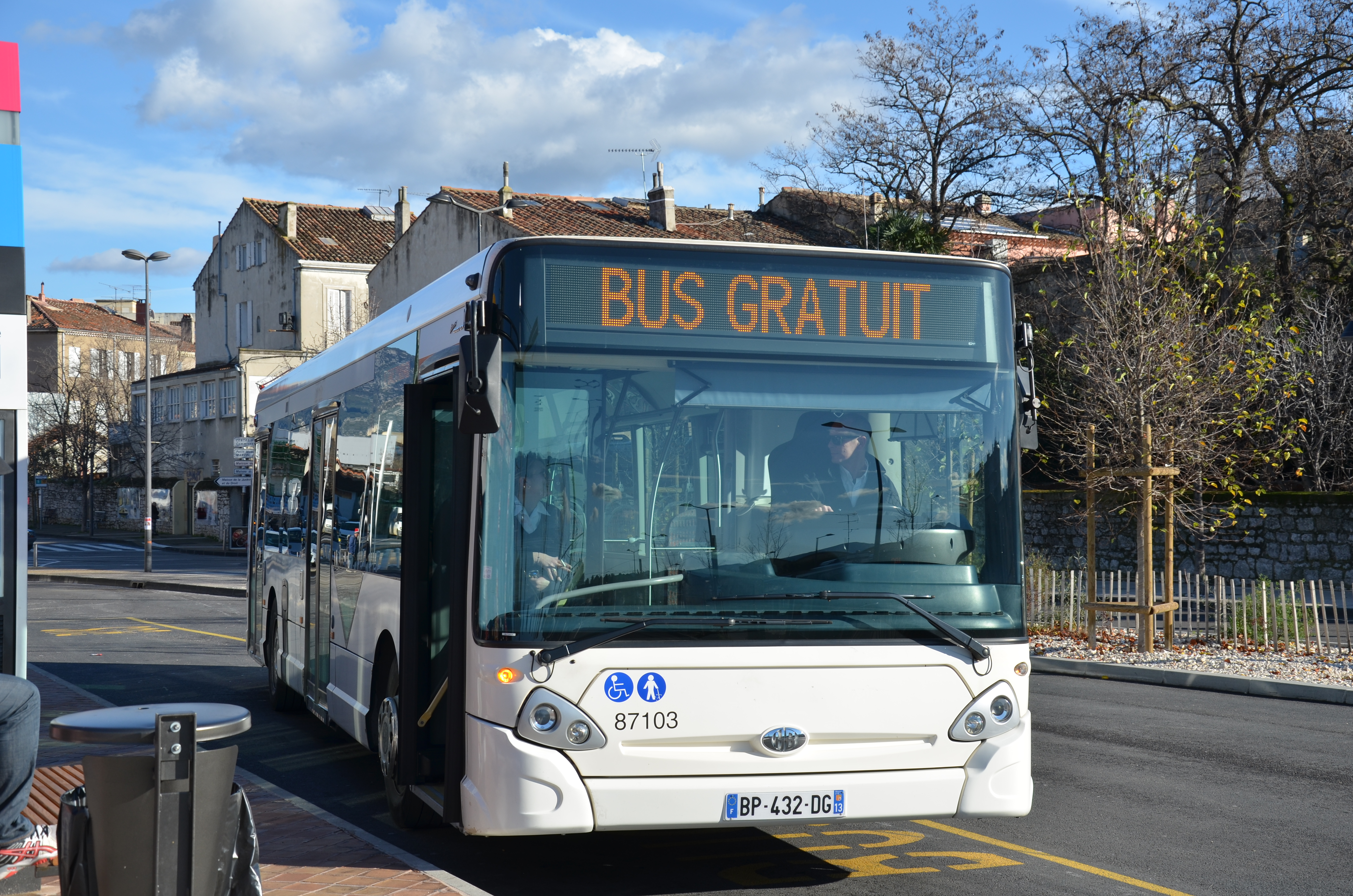
Bus et tram gratuits Lignes de l'agglo à Aubagne.

Le transport gratuit peut rendre le système de transport plus accessible et équitable pour les habitants à faible revenu. Il peut également provoquer des changements qui transforment le rapport des usagers au transport, avec l’effacement des barrières sociales, l’apaisement des tensions et la fin des contrôles.
De manière générale, la gratuité des transports en commun provoque une augmentation importante de la fréquentation, montrée en 2007 dans un rapport financé par l'ADEME. Ainsi, à Châteauroux, la gratuité totale a entraîné une hausse très importante de la fréquentation de +100 %. Cette hausse s’est concentrée pour une bonne part sur les 6 premiers mois de la mesure (+ 70 %) et a quasiment atteint son asymptote au bout de deux ans.
La gratuité pourrait avoir un effet sur les incivilités mais les avis divergent. Certains affirment qu'elle entraîne une perte de contrôle de l'espace par l'exploitant. À l'inverse, une étude réalisée durant six mois à Dunkerque dans le cadre de la mise en place de la gratuité des transports publics le dimanche et les jours fériés fait apparaître une baisse de 59 % du nombre d’actes d’incivilités. Selon le maire de Dunkerque, la baisse des incivilités s’explique à la fois par un contentement généralisé (72 % des personnes interrogées estiment que la gratuité constitue une avancée), et par « la hausse du contrôle social, du fait qu’il y a davantage de monde dans le bus ».
Un autre effet de la gratuité est le report modal, c'est-à-dire le passage de la marche à pied ou l'automobile aux transports en commun pour un certain nombre d'usagers. Toujours à Châteauroux, il a été estimé que ces reports modaux se sont effectués principalement au détriment de la voiture et dans une moindre mesure de la marche. Au total, trois mille déplacements en voiture par jour se sont reportés sur le bus. À Aubagne, la fréquentation des bus a augmenté de 170 % un an après la mise en place de la gratuité et 63 % des trajets directement générés par la gratuité sont effectués par des personnes qui sinon auraient pris leur voiture.
Le report modal affecte les bénéfices associés habituellement au transport public :
- Le report du trafic routier vers les modes de transport collectifs permet de réduire le phénomène de congestion, d'augmenter les vitesses moyennes, et éventuellement de réduire le nombre d'accidents de la circulation. Le stationnement peut aussi être facilité, et l'usure des routes réduite ;
- L'environnement et la santé publique en bénéficient grâce à la diminution de la pollution de l'air et des nuisances sonores liées au trafic routier ;
- De la même manière, la gratuité des transports publics peut contribuer à atténuer les problèmes de réchauffement climatique et d'épuisement du pétrole.

## Inconvénients
Plusieurs grandes municipalités nord-américaines ont tenté la gratuité des transports en commun, mais beaucoup de ces tentatives ont été infructueuses. Aux États-Unis, un rapport de 2002 du National Center for Transportation Research (Centre national de la recherche sur les transports) indique que le nombre d'usagers a tendance à augmenter avec la gratuité. Cependant le même rapport note que quelques inconvénients sérieux peuvent se poser :
- Les véhicules de transport se transforment en refuge pour les sans-abri ;
- Un service globalement plus lent (l'absence de perception des recettes a pour effet d'accélérer l'embarquement, mais d'augmenter l'encombrement des véhicules) ;
- Une dégradation du respect des horaires ;
- Une partie du report modal se fait au détriment de modes de déplacement écologiques (vélo et marche) ; effet modeste mesuré en France, en 2007, par l'ADEME, dans des petites et moyennes agglomérations[29].
- Des pertes de recettes importantes dans les grands réseaux de transport ;
- Surcoût parfois insupportable pour les finances des villes (en 2013, Hasselt, en Belgique, a dû arrêter la gratuité des transports après 16 ans de fonctionnement pour cette raison)[29] ;
- Le financement du dispositif repose sur des contribuables qui éventuellement n'utilisent pas les transports en commun. En France, l'effort est plutôt supporté par les entreprises.

## Perceptions et analyses
Le Groupement des autorités responsables de transport (GART) a conduit une étude publiée en octobre 2019 et permettant au Groupement de présenter les 9 enseignements des expériences de gratuité réussies ou plus limitées selon leur contextes. Le Groupement ne se prononce pas contre la gratuité des transports publics.

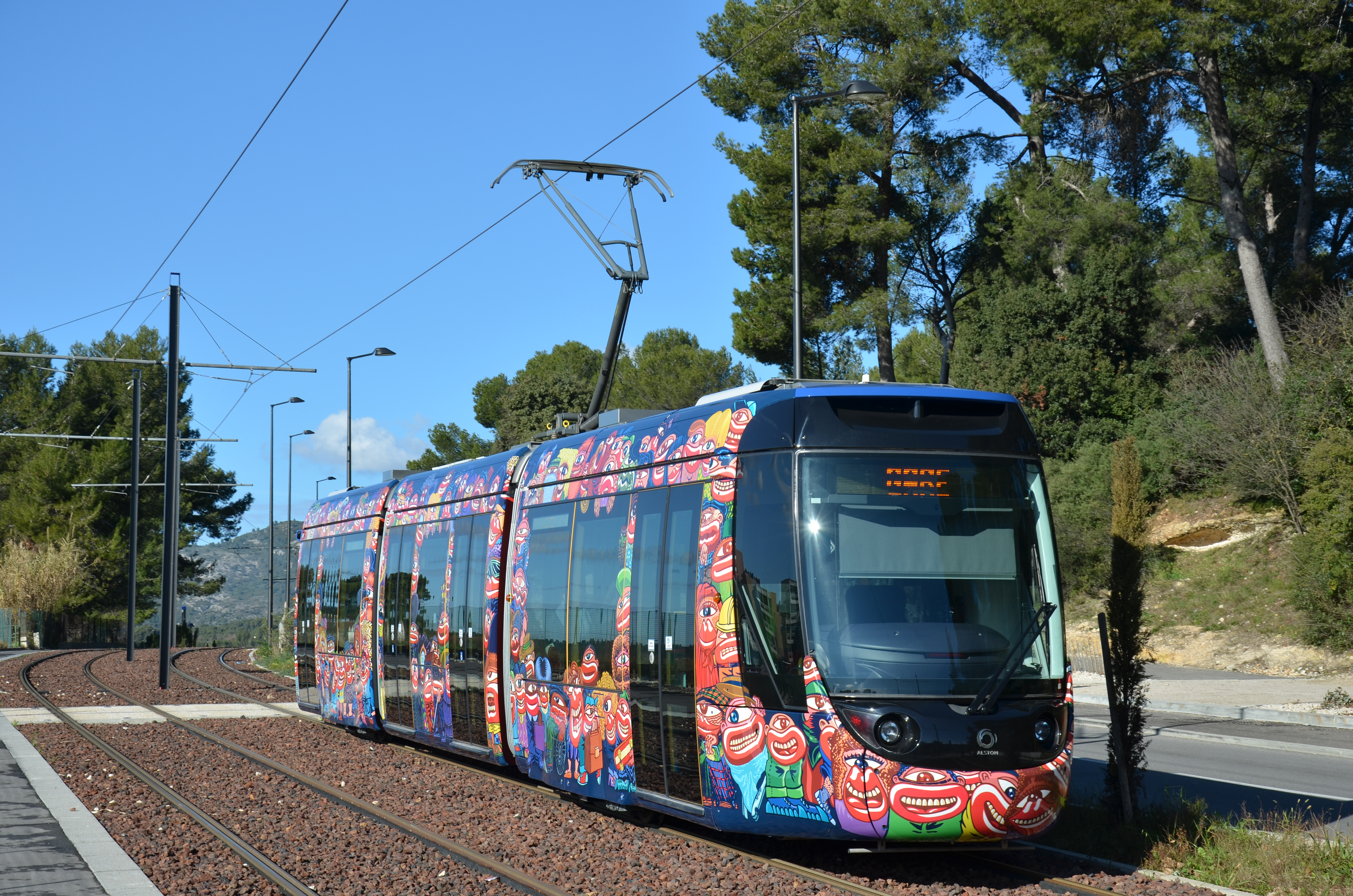
Le premier tramway gratuit au monde à Aubagne.

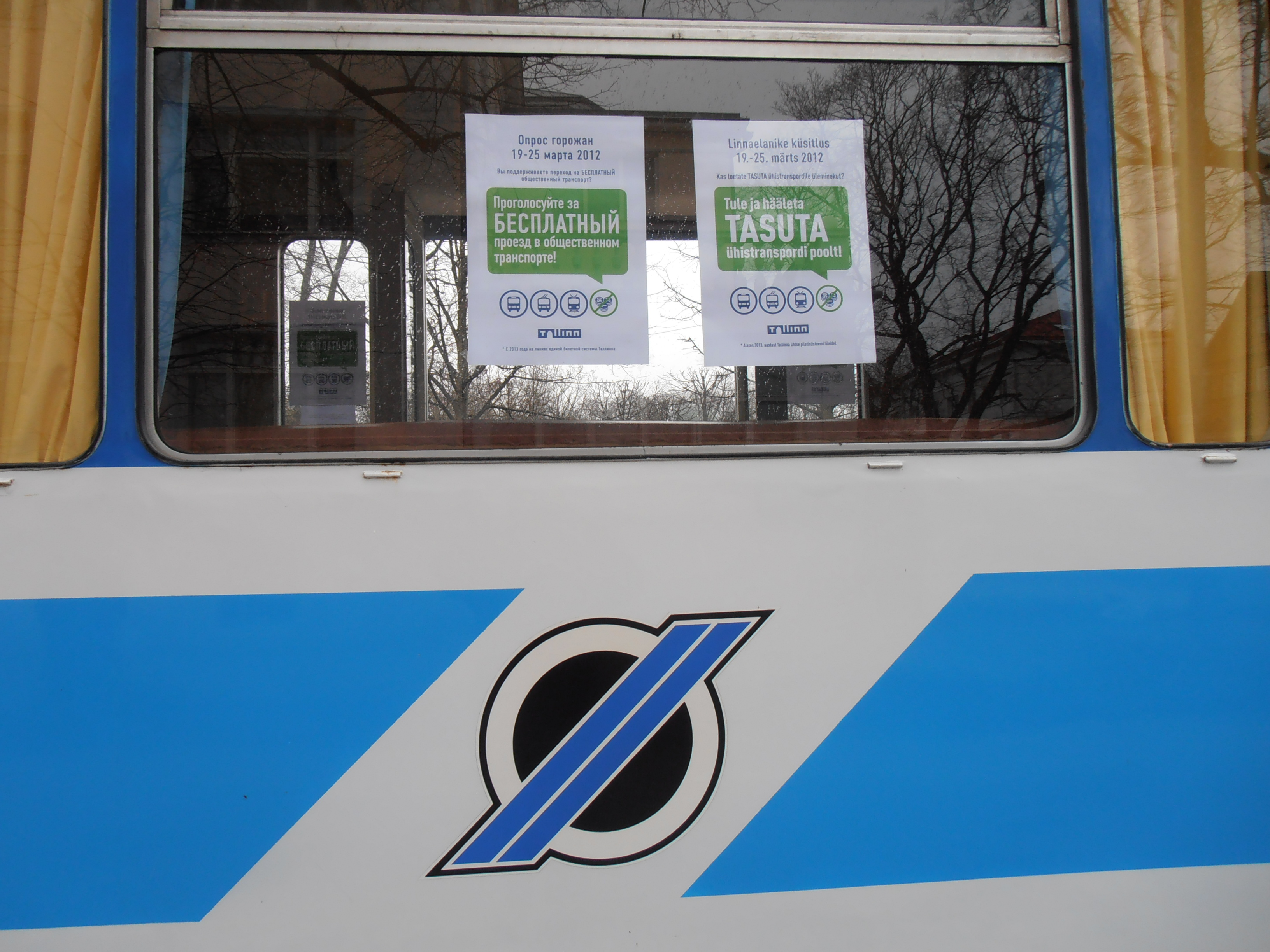
Vote des habitants de Tallinn, Estonie pour la gratuité des transports en commun le 24 mars 2012.

Le rapport financé par l'ADEME sur les collectivités locales de taille moyenne (de 50 000  à   100 000 habitants), montre que l’automobile mobilise en général de 80 à 90 % des budgets publics consacrés aux déplacements (pour l'entretien des infrastructures routières notamment), contre seulement 10 % environ pour les transports collectifs. Dans ce contexte, l'agence conclut qu'un basculement sur les transports collectifs d’une partie des crédits affectés à l’automobile pourrait permettre de financer la gratuité des transports publics.
Mais ce qui est vrai pour les collectivités de taille moyenne, ne l'est plus dans les régions plus denses telles que l'Île-de-France, où les moyens de transport collectif sont plus coûteux. Ainsi la dépense publique totale de transport s’élève dans cette région à 10 milliards d'euros en 2017 pour le transport collectif (dont 3,5 milliards couverts par l'achat des titres de transport), contre 1,5 milliard d'euros pour les dépenses liées à la voirie et à la police de la circulation. Le passage à la gratuité en Île-de-France a été analysé par le cabinet SIA-Partners qui conclut catégoriquement à son impossibilité principalement du fait de l'incapacité des infrastructures à supporter l'augmentation de la demande qui en résulterait.
Une des questions décisives est celle de la capacité de développer le transport public. Quand le réseau de transport public est déjà saturé ou ne se développe pas la gratuité ne peut pas réduire significativement les nuisances de l’automobile. Le choix politique peut conjuguer développement de l'attractivité des transports publics et gratuité, comme à Aubagne par exemple, mais si l'offre ne s'améliore pas, les effets sont réduits.
Une autre question décisive du transport public gratuit semble en fait tourner autour de la notion du coût et du financement du dispositif. Si l'ensemble des réseaux de transports publics urbains français devenaient gratuits, il est possible d'estimer le coût total à l'échelle française de l'ordre de 3 à 4,5 milliards d'euros par an.
Dans les villes qui ont instauré la gratuité – comme c'est le cas pour les villes françaises – les fonds nécessaires pour payer ces services proviennent principalement des collectivités locales. En effet, le financement de la gratuité des transports publics à l'échelle des villes ou agglomérations passe par une augmentation des impôts locaux, l'augmentation du versement transport, une taxe à laquelle les entreprises sont assujetties dès lors qu’elles ont au moins onze salariés,, n'est possible que dans le cas où il aurait été fixé par l'AOT sous le maximum légal, ce qui est rare.
Selon certains groupes de défense progressistes, comme le réseau suédois Planka.nu, la gratuité prend place dans un système classique de redistribution des richesses basé sur la solidarité, l'impôt et la cohésion sociale. Pour certains objecteurs de croissance comme Paul Ariès, la gratuité est l'interdit majeur du capitalisme. Puisque tout est marchandise, puisque la vénalisation est absolue, il énonce que « c'est donc de l'extension du champ de la gratuité que nous devons partir ». Pour d'autres, comme le mouvement Carfree, il est possible de financer la gratuité de l'ensemble des réseaux de transports publics urbains en taxant le système automobile. Ainsi, le seul alignement du prix du gazole sur le prix de l’essence permettrait de financer largement la gratuité des transports publics urbains.
La population de Tallinn en Estonie était largement favorable à la gratuité des transports publics, qui a été approuvée par 75,5 % des habitants lors d'un référendum qui s'est tenu en 2012. À l'inverse, la population de Genève, en Suisse, a rejeté à 67,2 % une initiative en faveur de la gratuité en février 2008.
Sur le plan politique, il est difficile de situer la gratuité des transports publics, qui a été mise en place par des élus de l’ensemble de l’échiquier politique (de l’UMP à Compiègne au PCF à Aubagne). Lors des élections, en particulier municipales, la proposition de la gratuité peut être portée à la fois par des listes de gauche comme de droite.
Albert Jacquard a apporté sa contribution au débat sur la gratuité des transports en commun lors d'un entretien à la radio diffusé le 24 septembre 1993 :

« Il faut tout repenser autrement. Un tout petit exemple, un peu pittoresque, j’y pense quand je suis en voiture. Pourquoi est-ce que dans les rues de Paris je peux circuler ? Parce qu’il y a un certain nombre de centaines de milliers de braves gens qui sont sous terre dans le métro. Ils me rendent service en étant là, s’ils n'étaient pas dans le métro, ils seraient dans les rues et je ne pourrais plus bouger, ce serait complètement engorgé. Par conséquent, le métro rend service aux gens qu’il transporte mais il rend encore plus service aux gens qu’il ne transporte pas. Par conséquent, ce service, il faudrait le payer. Par conséquent, c’est parce que je ne prends pas le métro mais ma voiture que je dois payer le métro. Et à la limite on peut dire que le prix du billet de métro devrait-être négatif puisque les braves gens qui descendent sous terre rendent service aux autres en leur permettant de circuler à peu près tranquillement. Alors, à défaut d’être négatif, ça pourrait au moins être nul. Et j’imagine que voilà une action facile à faire qui consisterait à faire payer le métro parisien par ceux qui utilisent leur voiture. C’est juste, c’est économiquement parfaitement justifiable et pourquoi est-ce qu’on ne la fait pas ? On n’ose pas revenir en arrière sur des idées reçues. Ce n’est qu’un petit exemple pittoresque mais je crois que l’essentiel aujourd’hui, sinon on va à la catastrophe, c’est d'oser remettre à plat toutes nos idées reçues. »

## Liste des villes ayant mis en place la gratuité
Pour le moment, les expériences de gratuité concernent des villes ou des regroupements de communes, mais des pays entiers s'y engagent. Depuis le premier juillet 2018 l'Estonie offre l'accès gratuit à l'ensemble de son réseau de bus. Et dès 2020, le Luxembourg, instaure la gratuité totale des bus, tramways et trains,. Le premier juillet 2018, le Grand-Duché de Luxembourg aujourd'hui dirigé par une coalition Travaillistes et Verts, avait déjà ouvert cette gratuité à tous les moins de vingt ans. La nouvelle décision ouvrira la gratuité des bus, tramways et trains, à ces 640 000 habitants ainsi qu'aux étrangers en visite et aux 200 000 frontaliers qui viennent travailler chaque jour sur son territoire. En Espagne, le gouvernement a choisi de septembre à décembre 2022 d'offrir la gratuité des abonnements aux trains de banlieue et régionaux, face au succès le dispositif est prolongé sur toute l'année 2023 et élargi aux carnets de tickets des 40 lignes d'autocars gérées par l’État. 

### Amérique

#### Brésil
| Ville                      | Population | Année | Durée      | Notes                                  |
| -------------------------- | ---------- | ----- | ---------- | -------------------------------------- |
| Agudos, SP                 | 34 532     | 2011  | En vigueur | [ 51 ]                                 |
| Maricá, RJ                 | 143 111    | 2014  | En vigueur | [ 52 ]                                 |
| Luziânia, GO               | 218 872    | 2023  | En vigueur | [ 53 ]                                 |
| Caucaia, CE                | 361 400    | 2021  | En vigueur | [ 54 ]                                 |
| Ivaiporã, PR               | 31 812     | 2011  | En vigueur | [ 51 ]                                 |
| Monte Carmelo, MG          | 45 799     | 1994  | En vigueur | [ 55 ]                                 |
| Porto Real, RJ             | 16 574     | 2011  | En vigueur | [ 51 ]                                 |
| Potirendaba, SP            | 15 449     | 1998  | En vigueur | [ 56 ]                                 |
| Paulinia, SP               | 84 577     | 2013  | En vigueur | Gratuité mise en place en octobre 2013 |
| Muzambinho, MG             | 21 975     | 2011  | En vigueur | [ 58 ]                                 |
| Pitanga, PR                | 32 645     | 2012  | En vigueur | [ 59 ]                                 |
| Vargem Grande Paulista, SP | 48 720     | 2019  | En vigueur | [ 54 ]                                 |

#### Canada
Au Québec, les villes de Chambly, Richelieu, Carignan, puis Sainte-Julie, Candiac, La Prairie et Saint-Philippe, à proximité de Montréal, ont mis en place des lignes de bus gratuites.
À Laval (Québec) les autobus sont gratuits en tout temps pour les personnes de 65 ans et plus. La ligne 360, faisant la navette entre différends points d'intérêts du centre-ville est également gratuite.
En 2004, l'Université de Sherbrooke et la Société de transport de Sherbrooke (STS) négocient une entente qui permet aux étudiants de circuler gratuitement à travers le réseau d'autobus,. D'autres universités emboîtent finalement le pas en échange d'un forfait monétaire.
En Alberta, le train léger de Calgary (C-Train) est gratuit au centre-ville, soit entre les stations 10th Street et City Hall.
À Montréal depuis le 1er juillet 2023, les personnes âgées de 65 ans et plus peuvent emprunter gratuitement les autobus de la Société de transport de Montréal, le métro de Montréal, les trains de banlieue de Montréal, le transport adapté et le Réseau express métropolitain. Même si le métro de Montréal et le Réseau express métropolitain s'étendent jusqu'aux villes de Laval, Longueuil et Brossard, tous les usagers sans exceptions doivent payer leurs billets pour revenir sur l'Île de Montréal.

#### États-Unis
| Ville                          | Population | Année | Durée          | Notes |
| ------------------------------ | ---------- | ----- | -------------- | --- |
| Commerce (Californie)          | 12 568     |       | En vigueur     | 5 lignes de bus gratuites |
| Boone (Caroline du Nord)       | 17 122     | 1981  | En vigueur     | 12 lignes de bus gratuites financées par la ville, l'université, le comté, l'état et des agences fédérales                                                                       |
| Chapel Hill (Caroline du Nord) | 76 815     | 2002  | En vigueur     | Second plus grand réseau de Caroline du Nord dont la gratuité est financée par la ville, l'université de Chapel Hill et la ville de Carrboro                                     |
| Clemson (Caroline du Sud)      | 12 364     |       | En vigueur     | Gratuité financée par le niveau local, l'état et le niveau fédéral |
| Corvallis (Oregon)             | 54 890     | 2011  | En vigueur     | Une douzaine de lignes gratuites |
| Island County (Washington)     | 81 054     | 1987  | En vigueur     | Une dizaine de lignes gratuites |
| Hanover (New Hampshire)        | 10 850     |       | En vigueur     | Réseau composé de sept lignes gratuites |
| Portland (Oregon)              | 583 776    | 1975  | Arrêté en 2012 | Uniquement pour une zone de 3,5 km2 dans le centre-ville. Supprimée pour des raisons financières, mais aussi de fraude (voyageurs dépassant la zone) et de sécurité (agressions) |

### Asie

#### Chine
| Ville                       | Population                      | Année | Durée      | Notes                                                                  |
| --------------------------- | ------------------------------- | ----- | ---------- | ---------------------------------------------------------------------- |
| Hohhot, Mongolie-Intérieure | 2 064 900 (agglomération, 2015) | ?     | En vigueur | Deux lignes de bus (青城1/Qingcheng1 et 青城2/Qingcheng2) concernées,. |
| Macao                       | 650 900 (2016)                  | ?     | En vigueur | Lignes de bus mis en service par les casinos de la ville uniquement,.  |

### Europe

#### France
En 2020, dans les communes de plus de 20 000 habitants les élections municipales proposent 110 listes favorables à la gratuité des transports. Parmi elles, 18 remportent les élections. Les maires élus mettent progressivement en œuvre ce programme, ce qui portera, à l’horizon 2026, à plus de 50 le nombre des villes de plus de 20 000 habitants disposant du transport gratuit (37 réseaux entièrement gratuits sont déjà opérationnels en France début 2020).
En 1971, Colomiers est la première ville française qui met en place la gratuité sur son réseau Bus Colomiers. Mais la gratuité est cependant supprimée le 29 août 2016 au moment de l'intégration du réseau au sein de celui de l'agglomération toulousaine, Tisséo.
D'autre part, plusieurs grandes villes comme Caen, Limoges ou Le Mans proposent une navette électrique effectuant un trajet circulaire dans le centre-ville.
La gratuité des transports publics au Luxembourg déborde techniquement en France, car les gares d'Audun-le-Tiche et Volmerange-les-Mines, bien que situées en Moselle, sont uniquement reliées au réseau ferré luxembourgeois.
| Ville                         | Population | Mise en place | Forme juridique            | Notes |
| ----------------------------- | ---------- | ------------- | -------------------------- | --- |
| Alençon                       | 26 069     | 2017          | Communauté urbaine         | Une ligne effectuant un trajet circulaire dans le centre-ville |
| Amiens                        | 182 017    | 2019          | Communauté urbaine         | Réseau entier gratuit le samedi, ligne CDV (navette circulaire coeur-de-ville) gratuite toute la semaine, abonnements illimités gratuits pour les résidents d'Amiens métropole ayant un faible quotient familial, abonnement scolaire gratuit pour les -16 ans |
| Arcachon                      | 10 476     | 2005          | Commune                    | Trois lignes de Bus Eho (mini bus électriques) circulent gratuitement au sein de la ville pour les seuls Arcachonnais |
| Arras                         | 40 970     | 2013          | Communauté urbaine         | Navette électrique effectuant un trajet circulaire (sens horaire) dans le centre-ville |
| Aubagne                       | 103 497    | 2009          | Communauté d’agglomération | Des bus et une ligne de tramway, ouverte en 2014, desservent 13 communes ; les Lignes de l'agglo ont pour slogan « Liberté, égalité, gratuité » |
| Bar-le-Duc                    | 19 415     | 2008          | Communauté d’agglomération | Gratuité pour les habitants du périmètre de transport urbain (3 communes) de 2008 à 2014 |
| Boulogne-Billancourt          | 116 220    | 1992          | Commune                    | Transport interurbain gratuit |
| Cahors                        | 19 878     | 2019          | Communauté d’agglomération | Evidence |
| Carhaix-Plouguer              | 16 500     | 2007          | Communauté d’agglomération | « Hep le bus ! », service de bus gratuit à Carhaix en place depuis 2007 et étendu à la communauté d'agglomération du Poher en 2013 |
| Calais                        | 72 520     | 2019          | Communauté d'agglomération | Gratuité sur l'ensemble du réseau de transports en commun de l'agglomération Grand Calais Terres et Mers à partir du 21 décembre 2019 |
| Cambrai                       | 80 715     | 2022          | Communauté d'agglomération | La gratuité (jusqu'alors réservée au moins de 10 ans et plus de 72 ans) est appliquée, tous les Samedis, sur l'ensemble du réseau des transports urbains de la Communauté d'Agglomération de Cambrai (Réseau TUC) Transports en commun de Cambrai, à partir de Juillet 2022 |
| Castres                       | 82 850     | 2008          | Communauté d’agglomération | Libellus |
| Chantilly                     | 11 193     | 1992          | Commune                    | Desserte Urbaine Cantilienne |
| Châteaudun                    | 13 216     | 2008          | Commune                    | C'bus, deux lignes de bus |
| Châteauroux                   | 76 455     | 2001          | Communauté d’agglomération | En dix ans, le nombre de kilomètres couverts par le réseau de bus a augmenté de plus de 42 %, et la fréquentation est passée à 61 voyages par an et par habitant (pour une moyenne nationale de 38 voyages par an et par habitant dans les villes de moins de 100 000 habitants) |
| Clermont-Ferrand              | 147 327    | 2021          | Métropole                  | Depuis le 4 décembre 2021, les transports en commun de l'agglomération clermontoise sont rendus gratuits les week-ends. |
| Cluses                        | 18 423     | 2009          | Commune                    | Réseau composé de quatre lignes régulières et gratuites. La gratuité a été supprimée en 2017 au moment du transfert de la compétence des transports à la communauté de communes Cluses-Arve et Montagnes. |
| Colomiers                     | 35 784     | 1971          | Commune                    | Première ville française ayant mis en place la gratuité sur son réseau Bus Colomiers. La gratuité a été supprimée en 2018 au moment de l'intégration au réseau Tisséo. |
| Compiègne                     | 74 064     | 1975          | Communauté d’agglomération | Ville pionnière en France, les habitants se déplacent gratuitement depuis 1975. Au départ communale, la gratuité s'est étendue à plusieurs communes de l'agglomération |
| Crépy-en-Valois               | 14 091     | 2011          | Commune                    | Deux lignes de mini-bus en service |
| Dinan                         | 14 075     | 2018          | Communauté d'agglomération | Gratuité du réseau DINAMO! desservant 4 communes |
| Douai                         | 220 000    | 2022          | Syndicat mixte             | Gratuité totale du réseau des 46 communes du Douaisis |
| Dunkerque                     | 199 682    | 2015          | Communauté d’agglomération | Depuis 2015, uniquement le week-end. Gratuité totale depuis septembre 2018, |
| Figeac                        | 10 727     | 2003          | Commune                    | Gratuité assurée avec un budget transport urbain excédentaire |
| Gaillac                       | 13 629     | 2014          | Commune                    | Gratuité du réseau Bougenbus composé de 6 lignes de bus |
| Gap                           | 40 475     | 2005          | Communauté d'agglomération | L'Agglo en bus |
| Graulhet                      | 11 890     | 2013          | Commune                    | La Navette Graulhétoise est un service gratuit composé de 4 lignes de bus |
| Issoudun                      | 22 983     | 1989          | Communauté de communes     | Le Transport Issoudun Gratuit (TIG) et le Transport Intercommunal Gratuit Rural (TIGR) constituent le réseau de transports en commun d'Issoudun |
| Joigny                        | 9 800      | 2011          | Commune                    | La petite navette est un service de bus gratuit passant toutes les heures, du lundi au samedi. |
| Laval                         | 49 573     | 2021          | Communauté d'agglomération | Transports Urbains Lavallois - TUL. L'entièreté des lignes du réseau est gratuit le week-end. |
| Le Pré-Saint-Gervais          | 17 680     | ?             | Commune                    | Un service de bus gratuit circule à Le Pré-Saint-Gervais : le P'tit bus du Pré. |
| Libourne                      | 90 791     | 2019          | Communauté d'agglomération | 13e ville française à passer à la gratuité en 2010, la gratuité concerne l'ensemble de l'agglomération à partir de septembre 2019. |
| Manosque                      | 22 918     | 2010          | Communauté d'agglomération | Manobus. La gratuité a été supprimée en juillet 2019 au moment de la mise en place d'une desserte globale sur le périmètre de Durance-Luberon-Verdon Agglomération (réseau Trans'Agglo). |
| Mayenne                       | 14 279     | 2002          | Commune                    | Les Cars bleus |
| Métropole européenne de Lille | 1 187 907  | 2022          | Métropole                  | La gratuité des transports en commun pour les mineurs habitant dans la Métropole européenne de Lille est entrée en vigueur au 1er janvier 2022. La gratuité concerne également le Transport sur Réservation (TSR), le service Handipole et le V’lille |
| Montpellier                   | 449 017    | 2020          | Métropole                  | TAM. La municipalité élue en juin 2020, issue du Parti socialiste et d'Europe Écologie, a pour objectif d'installer la gratuité totale des transports pour les résidents de la métropole. Celle-ci se fera en trois phases : - Phase 1 : Depuis le 5 septembre 2020, la gratuité des transports est effective le week-end pour tous les habitants de la métropole. - Phase 2 : Depuis le 1er septembre 2021, la gratuité est totale pour les moins de 18 ans et les plus de 65 ans résidant dans la métropole. - Phase 3 : À partir du 21 décembre 2023, la gratuité sera étendue à tous les résidents de la métropole. |
| Muret                         | 71 869     | 2009          | Communauté d’agglomération | TAMtam ; intégré en 2018 à Tisseo, qui est payant ailleurs. Depuis lors, seuls les habitants de la ville peuvent continuer à bénéficier de la gratuité en chargeant le contrat de gratuité sur leur carte sans contact Pastel. |
| Nancy                         | 104 286    | 2020          | Métropole                  | Depuis le 5 décembre 2020, la Métropole du Grand Nancy a instauré la gratuité des bus et tramways du réseau Stan du samedi matin à minuit au dimanche soir à minuit. |
| Nantes                        | 323 204    | 2021          | Métropole                  | Le réseau de transports en commun et les P+R (Parkings Relais-Tram) sont gratuits tous les samedis et dimanches depuis avril 2021. |
| Neuves-Maisons                | 23 382     | 2007          | Communauté de communes     | Transport en Moselle et Madon abrégé T'MM est un réseau composé de cinq lignes régulières et gratuites |
| Niort                         | 117 811    | 2017          | Communauté d'agglomération | Gratuité de l'ensemble du réseau de l'agglomération depuis le 1er septembre 2017 |
| Noyon                         | 14 174     | 2008          | Commune                    | Réseau composé de trois lignes régulières et gratuites |
| Nyons                         | 6771       | 2010          | Commune                    | Nyonsbus, réseau composé de 5 lignes régulières et gratuites |
| Pont-Sainte-Maxence           | 12 059     | 2006          | Commune                    | Transports urbains maxipontains |
| Porto-Vecchio                 | 11 625     | 2017          | Commune                    | Gratuité du service de transports en commun opérationnelle dès la fin du mois de juin 2017 |
| Provins                       | 12 206     |               | Commune                    | Fin de la gratuité en 2000 qui existait depuis l'époque d'Alain Peyrefitte |
| Puteaux                       | 40 871     | 1987          | Commune                    | Deux lignes internes à la ville gratuites |
| Quimper                       | 63 360     | 2014          | Commune                    | Bus gratuits le samedi matin, jusqu'à 13H. |
| Rouen                         | 110 169    | 2020          | Métropole                  | Métro, TEOR, bus et Filor gratuits le samedi de 5h à dimanche 5h, pendant 1 an. Expérimentation le samedi puis amélioration si tout va bien. |
| Saint-Brevin-les-Pins         | 12 570     | 2008          | Commune                    | Renforcement de l'offre gratuite en 2011 |
| Saint-Flour                   | 6 643      | 2013          | Commune                    | Floribus, le réseau de transport urbain gratuit de Saint-Flour, possède trois lignes régulières |
| Senlis                        | 16 950     | 2000          | Commune                    | Réseau composé de six lignes régulières et gratuites |
| Strasbourg                    | 511 552    | 2021          | Métropole                  | La gratuité des transports en commun pour les mineurs habitant dans l'Eurométropole de Strasbourg est entrée en vigueur au 1er septembre 2021 en s'appuyant sur les travaux du groupe de travail constitué au sein du Conseil de l'Eurométropole. La mesure a permis de doubler le nombre de mineurs abonnés aux transports en commun avec de fortes évolutions, notamment en périphérie. |
| Valréas                       | 9346       | 2024          | Commune                    | Réseau composé d'une ligne avec 9 points d'arrêts |
| Villard-de-Lans               | 4 322      | NC            | Deux communes              | 3 lignes en hiver et 1 ligne en été dans la commune et la commune voisine de Corrençon-en-Vercors. |
| Vitré                         | 64 859     | 2001          | Communauté d’agglomération | Une fréquentation multipliée par sept en 10 ans. L'ensemble de la communauté d'agglomération de Vitré Communauté est couvert par ce réseau de transports gratuit pour les réseaux urbains de Vitré et Chateaubourg. cependant les lignes interurbaines et sur réservations sont payantes |
| Villeneuve-sur-Lot            | 22 422     | 2018          | Communauté d'agglomération | lignes Elios |

#### Espagne
Le gouvernement a choisi de septembre à décembre 2022 d'offrir la gratuité des trains de banlieue et régionaux aux seuls abonnés qui s'engagent à faire au moins seize trajets (quatre par mois). Face au succès (118 millions de litres de carburants économisés, selon le gouvernement), le dispositif est prolongé sur toute l'année 2023 et élargi aux carnets de tickets des 40 lignes d'autocars gérées par l’État, mais en mettant de nouvelles règles pour réduire le nombre des réservations sans suite.
| Ville               | Population | Année | Durée      | Notes                                   |
| ------------------- | ---------- | ----- | ---------- | --------------------------------------- |
| Manises, Espagne    | 30 508     | 2004  | En vigueur | Extension aux communes voisines en 2007 |
| Torrevieja, Espagne | 101 381    | 2011  | En vigueur | Gratuité pour les habitants de la ville |

#### Estonie
| Ville   | Population | Année | Durée      | Notes |
| ------- | ---------- | ----- | ---------- | --- |
| Tallinn | 424 445    | 2013  | En vigueur | Tallinn est actuellement la plus grande ville au monde à avoir instauré la gratuité, ainsi que la seule capitale d'un pays à l'avoir fait[Passage à actualiser]. Depuis le premier juillet 2018, la gratuité des bus est ouverte sur l'ensemble du pays |
| Keila   | 9 430      | 2013  | En vigueur | Le transport est gratuit pour tous les passagers, contrairement au système de Tallinn, qui est gratuit uniquement pour les habitants de la ville. Depuis le premier juillet 2018, la gratuité des bus est ouverte sur l'ensemble du pays                |
| Türi    | 6 053      |       |            | Depuis le premier juillet 2018, la gratuité des bus est ouverte sur l'ensemble du pays |

#### Luxembourg
Le Luxembourg est un cas particulier : depuis le 29 février 2020, les réseaux de transports financés par l'État, à savoir les CFL, le RGTR, le TICE et Luxtram sont gratuits, avec deux exceptions : la 1re classe des trains et les trajets transfrontaliers. De même, les autobus de la ville de Luxembourg (AVL) devinrent gratuits à cette date.
Outre les réseaux financés par l'État, les réseaux appliquant la gratuité sont essentiellement des navettes communales ou City-Bus ou des services de nuit appelés localement des Nightbus.
| Ville       | Population (2018) | Année | Durée      | Notes                                                                  |
| ----------- | ----------------- | ----- | ---------- | ---------------------------------------------------------------------- |
| Differdange | 26 193            | 2003  | En vigueur | Réseau Diffbus, gratuit depuis sa création.                            |
| Echternach  | 5 614             | N.C.  | En vigueur | Lignes Citybus et Citynavette, gratuites depuis 2017 au moins.         |
| Mertert     | 4 517             | N.C.  | En vigueur | Ligne City-Bus Mertert-Wasserbillig, gratuite depuis au moins 2015.    |
| Remich      | 3 645             | N.C.  | En vigueur | Navette communale.                                                     |
| Schuttrange | 4 156             | 2018  | En vigueur | Navette pour le parc d'activités Syrdall, gratuite depuis sa création. |
| Wiltz       | 6 866             | 2019  | En vigueur | Réseau City-Bus Wiltz, gratuit depuis 2019.                            |

#### République tchèque
| Ville         | Population | Année | Durée          | Notes                                                                        |
| ------------- | ---------- | ----- | -------------- | ---------------------------------------------------------------------------- |
| Třeboň        | 8 700      | 2002  | De 2002 à 2007 | Durant le mandat du maire Jiří Houdek (KDU-ČSL)                              |
| Hořovice      | 6 800      | 2008  | En vigueur     | Une seule ligne de bus concernée                                             |
| Frýdek-Místek | 58 200     | 2011  | En vigueur     | Mesure introduite temporairement jusqu'à ce que le périphérique soit terminé |

#### Royaume-Uni
| Ville      | Population | Année | Durée          | Notes                                                                                 |
| ---------- | ---------- | ----- | -------------- | ------------------------------------------------------------------------------------- |
| Sheffield  | 530 300    | 2007  | De 2007 à 2014 | Freebee était un service de bus gratuit du Centre-ville de Sheffield, terminé en 2014 |
| Rotherham  | 117 262    | 2007  | De 2007 à 2014 | Freebee était un service de bus gratuit du Centre-ville de Sheffield, terminé en 2014 |
| Bradford   | 295 000    |       | En vigueur     | Gratuité assurée dans le centre-ville                                                 |
| Manchester | 511 852    |       | En vigueur     | 3 lignes de bus gratuites dans le centre-ville                                        |

#### Suède
| Ville         | Population | Année | Durée      | Notes |
| ------------- | ---------- | ----- | ---------- | --- |
| Avesta        | 14 506     | 2012  | En vigueur | Une enquête réalisée au bout d'un an a montré que les personnes se déplaçant en voiture ont diminué alors que les personnes voyageant en bus ont presque doublé |
| Hallstahammar | 15 038     | 2012  | En vigueur | Trois lignes de bus gratuites |
| Kiruna        | 18 154     | 2011  | En vigueur | Le nombre de voyages en bus a plus que doublé à la suite de la mise en place de la gratuité                                                                     |

#### Suisse
En Suisse, plusieurs initiatives populaires cantonales ont été déposées pour demander la gratuité des transports publics dans certaines régions. Leur avenir est incertain, puisque la constitution suisse prévoit que « Les prix payés par les usagers des transports publics couvrent une part appropriée des coûts »,.

#### Autres pays européens
| Ville                   | Population | Année | Durée          | Notes |
| ----------------------- | ---------- | ----- | -------------- | --- |
| Namur, Belgique         | 497 073    | 2024  | En cours       | Navette urbaine gratuite circulant en boucle dans le centre ville.                                                                                      |
| Lübben, Allemagne       | 14 346     |       | Arrêté         | Influencé par Hasselt |
| Templin, Allemagne      | 16 063     |       | Arrêté         | |
| Hasselt, Belgique       | 74 694     | 1997  | Arrêté en 2013 | Arrêt de la gratuité pour des raisons financières |
| Mons, Belgique          | 93 366     | 1999  | Arrêté         | Quatre lignes gratuites dans Mons intra-muros Le parti du travail de Belgique veut la gratuité des transports en commun sur tout le territoire.         |
| Læsø, Danemark          | 1 969      |       | En vigueur     | Bus gratuits sur l'île de Læsø |
| Mariehamn, Finlande     | 11 397     | 2000  | En vigueur     | En plus de la gratuité des bus, les piétons et les cyclistes peuvent utiliser gratuitement les ferries à travers l'archipel                             |
| Akureyri, Islande       | 17 754     | 2008  | En vigueur     | Les trajets sont gratuits depuis 2008, ce qui a entraîné une augmentation de 130 % du nombre de personnes transportées par rapport à l'année précédente |
| Gostyń (ville), Pologne | 20 589     | 2014  | En vigueur     | Mise en place de la gratuité à la suite d'un vote des habitants                                                                                         |
| Żory, Pologne           | 62 625     | 2014  | En vigueur     | Gratuité pour tous |
| Lugoj, Roumanie         | 45 217     | 2013  | En vigueur     | Test de la gratuité des transports en commun pendant 18 mois                                                                                            |